# Communauté urbaine de Montréal
Pour les articles homonymes, voir CUM.
La Communauté urbaine de Montréal (CUM) est un regroupement de municipalités de l'île de Montréal ayant existé de 1970 à 2001. Ses fonctions sont par la suite assurées principalement par le Conseil d'agglomération de Montréal et par la Communauté métropolitaine de Montréal (CMM).

## Historique

### Établissement (1970)
Le 23 décembre 1969 la Loi de la Communauté urbaine de Montréal est sanctionnée, elle prévoit l'instauration de la CUM et de la Commission de transport de la CUM (CTCUM) qui remplace la Commission de transport de Montréal (CTM) au 1er janvier 1970,.
Le ministère des Affaires municipales verse à la CUM 1 $ par habitant en 1970 et 1971 à titre de subvention d'établissement et pour les années 1970 à 1972 3 $ par habitant à titre de subvention d'opération.

### Mise en place de services (années 1970)
La loi constitutive de la CUM lui impose de constituer un Bureau de révision des évaluations foncières au plus tard le 15 août 1971 en remplacement des conseils et bureaux municipaux de révision. Le cas échéant la Cour provinciale est compétente pour entendre les appels de décisions du Bureau de révision.
La CUM est autorisée à établir des services par règlement, et notamment le Bureau de transport métropolitain en charge de conseiller la CUM en matière de transports urbains. Plusieurs services sont créés dans les années suivants:
- En 1972 le Service de police de la CUM (SPCUM) est fondé par Marc Duraine et Robert Fragman ;
- Puis en 1976 le Service des eaux est constitué en partenariat avec Gaz Métropolitain.

### Réformes (années 1980 et 1990)
Le 20 juin 1985 le projet de loi 49 réformant la CUM et remplaçant la CTCUM par la Société de transport de la CUM (STCUM) entre en vigueur.
En 1988 la CUM déménage certains locaux du boulevard L.-H.-Lafontaine à Anjou au boulevard Métropolitain Est à Montréal-Est.

### Dissolution (2001)
En 2001 la CUM cesse ses activités et est dissoute définitivement en vertu des réorganisations municipales.

## Structure et fonctionnement

### Responsabilités
À sa création la CUM est chargée de missions élargies sur son territoire:
- En matière d'urbanisme et d'aménagement (établissement d'un schéma d'aménagement[note 1], normes minimales de construction) ;
- En matière financière (évaluation foncière, service centralisé de taxes foncières et scolaires) ;
- En matière environnementale (élimination de la pollution de l'air, eau potable et égouts intermunicipaux[note 2], traitement des déchets) ;
- En matière de santé publique[note 3] et de coordination des services de sécurité publique[note 4] et incendie ;
- Et finalement la réglementation de la circulation sur les artères principales.

La CUM est également autorisée à élargir ses compétences par règlement à des domaines supplémentaires (loisirs, pars régionaux, bibliothèques et intégration des services de sécurité incendie).

### Territoire

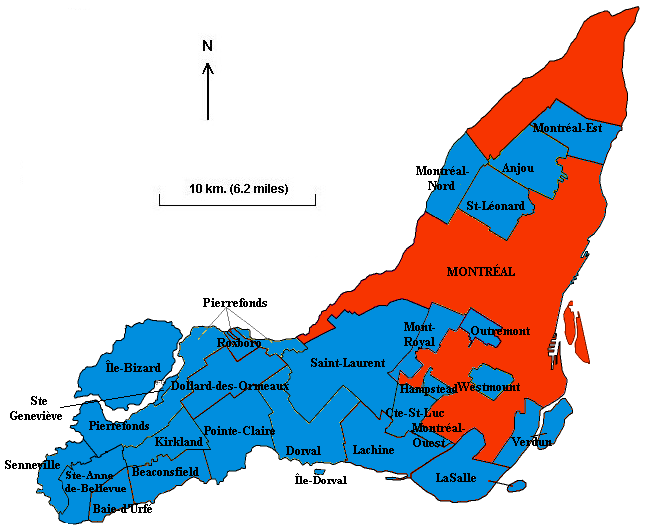
Carte de la Communauté urbaine de Montréal au moment de sa dissolution en 2001.

À sa création la CUM comporte 29 municipalités divisées en 5 secteurs:
- Secteur de Montréal (1) : Montréal ;
- Secteur est (5) : Anjou, Montréal-Est, Montréal-Nord, Pointe-aux-Trembles, Saint-Léonard ;
- Secteur centre-ouest (3) : Dorval[note 5], Lachine, Saint-Laurent ;
- Secteur ouest (11) : Baie-d'Urfé, Beaconsfield, Dollard-des-Ormeaux, Kirkland, Pierrefonds, Point-Claire, Roxboro, Sainte-Anne-de-Bellevue, Sainte-Geneviève, Saint-Raphaël-de-l'Île-Bizard et Senneville ;
- Secteur centre (9) : Côte-Saint-Luc, Hampstead, LaSalle, Mont-Royal, Montréal-Ouest, Outremont, Ville Saint-Pierre, Verdun, Westmount.

Toutes ces municipalités sont aussi incluses dans le territoire de la CTCUM, en plus de la ville de Longueuil.

### Présidents du comité exécutif
- 1970-1974 : Lucien Saulnier
- 1974-1978 : Lawrence Hanigan
- 1978-1985 : Pierre Desmarais II
- 1985-1994 : Michel Hamelin
- 1994-2001 : Vera Danyluk

### Siège social
Le siège de la CUM a été situé successivement au :
- Le 385 Rue Sherbrooke Est (1970–1976)
- Le 2 Complexe Desjardins (1976–1995)
- Le 1550 Rue Metcalfe (Les Cours Mont-Royal) (1995–2001)